# دي سي كوستا دو سول
نادي كوستا دو سول الرياضي أو ببساطة (سي دي كوستا دو سول) أو كما ما هو معروف باسم (كوستا دو سول). هو نادي موزمبيقي مقره في مابوتو.

## المشاركات الأفريقية
- دوري أبطال أفريقيا (4)
  - 1999: الجولة الأولى
  - 2001: الجولة الأولى
  - 2002: المجموعات
  - 2008: الدور التمهيدي
- كأس أفريقيا للأندية البطلة (6)
  - 1980: الجولة الأولى
  - 1981: الجولة الثانية
  - 1992: الجولة الثانية
  - 1993: الجولة الثانية
  - 1994: الجولة الثانية
  - 1995: الجولة الأولى
- كأس الكونفيدرالية الأفريقية (2)
  - 2010: الجولة الأولى
  - 2018: الدور التمهيدي
- كأس أفريقيا للأندية أبطال الكؤوس (6)
  - 1984: الجولة الأولى
  - 1989: الجولة الثانية
  - 1996: ربع النهائي
  - 1998: ربع النهائي
  - 2000: الجولة الأولى
  - 2003: الجولة الثانية